# Allium dolichovaginatum
Allium dolichovaginatum — вид рослин з родини амарилісових (Amaryllidaceae); ендемік Ірану.

## Опис
Цибулини широко яйцюваті, 1.5–2 см у висоту й 2–3 см у діаметрі. Стеблина пряма, циліндрична, 1.5–2.5 мм у діаметрі, завдовжки 30–40 см, повністю покрита листовими піхвами. Листків 4; листові піхви на ребрах дуже грубі; листові пластини циліндричні, гладкі, 2.5–4 мм у діаметрі, завдовжки 15–25 см, верхня лише 4–10 см завдовжки. Суцвіття нещільні, напівкруглої форми, помірно багатоквіткові. Квітки коротко дзвінчасті. Листочки оцвітини білуваті з досить широкою коричневою серединною жилкою, яка розрізана вузькими коричневими смужками на внутрішній стороні, завдовжки 3.5–4 мм, внутрішні — ≈ 1.7 мм ушир, зовнішні — еліптичні із закругленими кінчиками, дещо вужчі. Пилок жовтий.

## Поширення
Ендемік Ірану. Відомий лише з Копетдагу.